# Onkologie

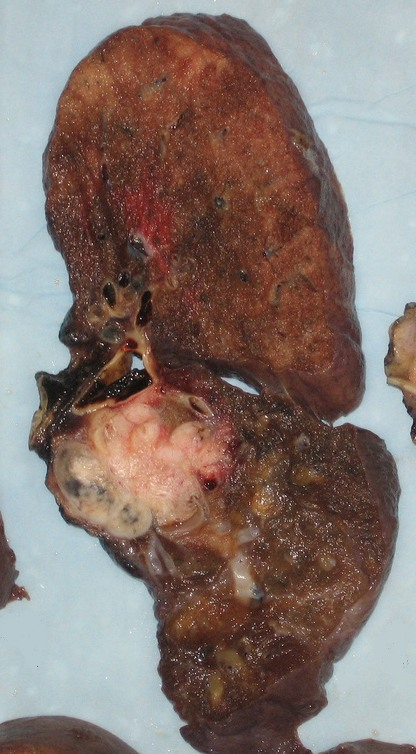
Rakovina plic

Onkologie (z řeckých slov ογκος tumor, zduření a λόγος věda) je obor vnitřního lékařství, který se zabývá studiem, prevencí, diagnostikou a nechirurgickou léčbou nádorových onemocnění. Tento článek je o lékařském oboru onkologie.

## Obory onkologie
V souvislosti se zákonem č. 95/2004 Sb. O podmínkách získávání a uznávání odborné způsobilosti a specializované způsobilosti k výkonu zdravotnického povolání lékaře, zubního lékaře a farmaceuta se mohou lékaři specializovat ve čtyřech atestačních oborech zabývajících se terapií nádorových onemocnění:
- Klinická onkologie
- Radiační onkologie
- Hematologie a transfúzní lékařství
- Dětská onkologie a hematoonkologie

### Klinická onkologie
Cílem specializačního vzdělávání v oboru klinická onkologie je získání specializované způsobilosti osvojením potřebných teoretických znalostí a praktických dovedností v oblasti prevence, diagnostiky, terapie a komplexní podpůrné léčby u nemocných s nádorovým onemocněním umožňujících samostatnou činnost v ambulantní i nemocniční sféře. Specialista v oboru klinická onkologie musí být schopen integrace používaných léčebných modalit a plnit roli vedoucího týmu pro diagnostiku a léčbu nádorových onemocnění.
Lékař připravující se na atestaci v oboru klinická onkologie absolvuje nejdříve společný interní základ trvající minimálně 24 měsíců. Poté následuje vlastní praxe v oboru trvající minimálně 36 měsíců – z ní musí uchazeč alespoň 12 měsíců absolvovat na akreditovaném onkologickém pracovišti. Během praxe v oboru musí uchazeč absolvovat minimálně 2 týdny na dětské onkologii, 1 měsíc na hematoonkologickém pracovišti, 3 měsíce na radioterapeutickém pracovišti, 2 měsíce na gynekologickém pracovišti a 1 měsíc na urologickém pracovišti. Doporučena je i praxe 1 měsíc na ORL a jeden měsíc na pracovišti klinické farmakologie.

### Radiační onkologie
Cílem specializačního vzdělávání v oboru radiační onkologie je získání specializované způsobilosti osvojením potřebných teoretických znalostí a praktických dovedností v oblasti prevence, diagnostiky, terapie a podpůrné léčby u nemocných s nádorovým onemocněním.
Radiační onkologie je obor klinické medicíny, který se zaměřuje na teorii a praxi léčebné aplikace ionizujícího záření. Vychází z vědeckých poznatků radiobiologie, radiofyziky a radiační techniky, které aplikuje u řady chorobných stavů, především však u zhoubných nádorů. Hlavní náplní oboru je léčba zhoubných nádorů a některých nenádorových onemocnění především s využitím ionizujícího i neionizujícího záření. Provádí se jako léčba samostatná nebo v kombinaci s jinými léčebnými modalitami, zejména léčbou cytotoxickými látkami,léčbou hormonální, biologickou a podpůrnou.
Lékař po absolvování specializačního vzdělávání v radiační onkologii by měl být připraven k praktické aplikaci jednotlivých modalit specifické onkologické léčby, především však ke stanovení léčebné strategie a taktiky jako rovnocenný partner v multidisciplinárním týmu odborníků. Rovněž by měl mít teoretické a praktické předpoklady pro vedoucí funkci a pro předávání znalostí a zkušeností ve formě výuky. Musí být též seznámen se základními principy klinického výzkumu.
Lékař připravující se na atestaci v oboru klinická onkologie absolvuje nejdříve společný interní základ trvající minimálně 24 měsíců. Poté následuje vlastní praxe v oboru trvající minimálně 48 měsíců – z ní musí uchazeč alespoň 12 měsíců absolvovat na akreditovaném onkologickém pracovišti. Během praxe v oboru musí uchazeč absolvovat minimálně 12 měsíců na pracovišti aplikující chemoterapii, hormonální terapii i biologickou terapii a 36 měsíců na pracovišti aplikujícím ionizující záření – z toho nejméně 6 měsíců na brachyterapii a 6 měsíců na pracovišti s lineárním urychlovačem.

### Hematologie a transfúzní lékařství
Cílem specializačního vzdělávání v oboru hematologie a transfúzní lékařství je získání teoretických znalostí a praktických dovedností v laboratorní i klinické hematologii a hematoonkologii a v transfúzním lékařství v rozsahu, který umožní výkon samostatné činnosti.
Lékař připravující se na atestaci v oboru hematologie a transfúzní lékařství absolvuje nejdříve společný interní základ trvající minimálně 24 měsíců. Poté následuje vlastní praxe v oboru trvající minimálně 36 měsíců. Během praxe v oboru musí uchazeč absolvovat alespoň 3–6 měsíců na akreditovaném hematologickém pracovišti, alespoň 3–6 měsíců na akreditovaném pracovišti transfúzní služby, alespoň 3 měsíce v hematologické laboratoři, alespoň 3 měsíce v transfúzní laboratoři a 1 měsíc na oddělení ARO.

### Dětská onkologie a hematoonkologie
Cílem specializačního vzdělávání v oboru dětská onkologie a hematoonkologie je získat znalosti a dovednosti v diagnostice a léčbě dětí s krevními nemocemi a zhoubnými nádory v nemocniční i ambulantní praxi. Absolvent
studia musí rovněž získat základní znalosti o teoretických základech a výzkumu těchto onemocnění a o praktickém provádění laboratorních metod, musí umět interpretovat výsledky laboratorních vyšetření. Absolvent studia musí dále rozumět principům klinických studií a znát jejich praktické provádění. Nedílnou součástí studia je pochopení etických problémů spojených s výzkumem a klinickou praxí.
Lékař připravující se na atestaci v oboru dětská onkologie a hematoonkologie musí nejprve absolvovat praxi odpovídající oboru dětské lékařství a poté ještě minimálně rok praxe v oboru.

### Preventivní onkologie

Výskyt kolorektálního karcinomu podle věku

Preventivní onkologie se nově vyčleňuje jako samostatný obor onkologie. V souvislosti se zákonem č. 95/2004 Sb., o podmínkách získávání a uznávání odborné způsobilosti a specializované způsobilosti k výkonu zdravotnického povolání lékaře, zubního lékaře a farmaceuta, nejde o atestační obor.
První preventivní ambulance vznikla v Masarykově onkologickém ústavu v Brně.[zdroj?]
Mezinárodními organizacemi jsou International Society of Preventive Oncology (ISPO) a American Society of Preventive Oncology (ASPO).

### Další obory pečující o onkologické pacienty

#### Chirurgické obory
Onkologie je obor vnitřního lékařství, proto neprovádí chirurgické výkony. Operační řešení nádorů provádějí – obvykle z indikace onkologa – lékaři chirurgických oborů zabývajících se příslušnou částí těla:
- gynekologie – nádory ženských pohlavních cest a někdy i prsu (mnohdy i diagnostika a dispenzarizace)
- neurochirurgie – nádory mozku a jeho obalů
- ortopedie – nádory kostí a pohybového aparátu
- maxilofaciální chirurgie – nádory hlavy a krku včetně kožních nádorů
- ORL – nádory hlavy a krku
- urologie – nádory ledvin, močových cest a mužských pohlavních orgánů
- všeobecná chirurgie – většinu nádorů, zejm. nádory v oblasti břišní a hrudní dutiny

#### Paliativní péče
Lékaři z tohoto oboru poskytují podporu a péči především těm pacientů, jejichž naděje na uzdravení je minimální. Cílem je udržet co nejvyšší kvalitu života nemocného. Péče tedy spočívá především v účinném tišení bolesti, zajištění dostatečné výživy, řešení omezujících komplikací (např. při prorůstání neoperovatelného nádoru střevem přinese nemocnému úlevu stent) a v neposlední řadě i v zajištění psychické podpory a psychoterapie a u religiózněji laděných nemocných i pastorační péče.

#### Dermatologie
Dermatologie pečuje o kůži a zabývá se kožními chorobami. Již tradičně proto dermatologové léčí i kožní nádory, z nichž nejvýznamnější nádorem je maligní melanom. Toto oddělení terapie maligního melanomu od terapie ostatních nádorů vede bohužel k tomu, že v učebnicích onkologie často melanom nebývá uveden. Přitom podle statistik ÚZISu jde o vůbec nejčastější nádorové onemocnění v ČR.

#### Onkologie ve světě
Ve Velké Británii a některých dalších státech se onkologové dělí na dvě skupiny – kliničtí onkologové a interní onkologové. Hlavní rozdíl mezi těmito obory spočívá v tom, že kliničtí onkologové provádějí radioterapii, zatímco interní onkologové nikoli. Na druhou stranu v USA jsou pojmy klinický a interní onkolog zaměnitelné.

## Etické problémy onkologie
V onkologické praxi se často objevují etické otázky a dilemata. Např.:
- rozsah informací sdělovaných pacientovi o rozsahu, postupu a prognóze onemocnění
- účast pacienta v klinických studiích, zvláště v konečném stadiu onemocnění
- ukončení terapie, která by byla potenciálně radikální
- resuscitace nemocného
- eutanazie

## Onkologický vývoj a výzkum

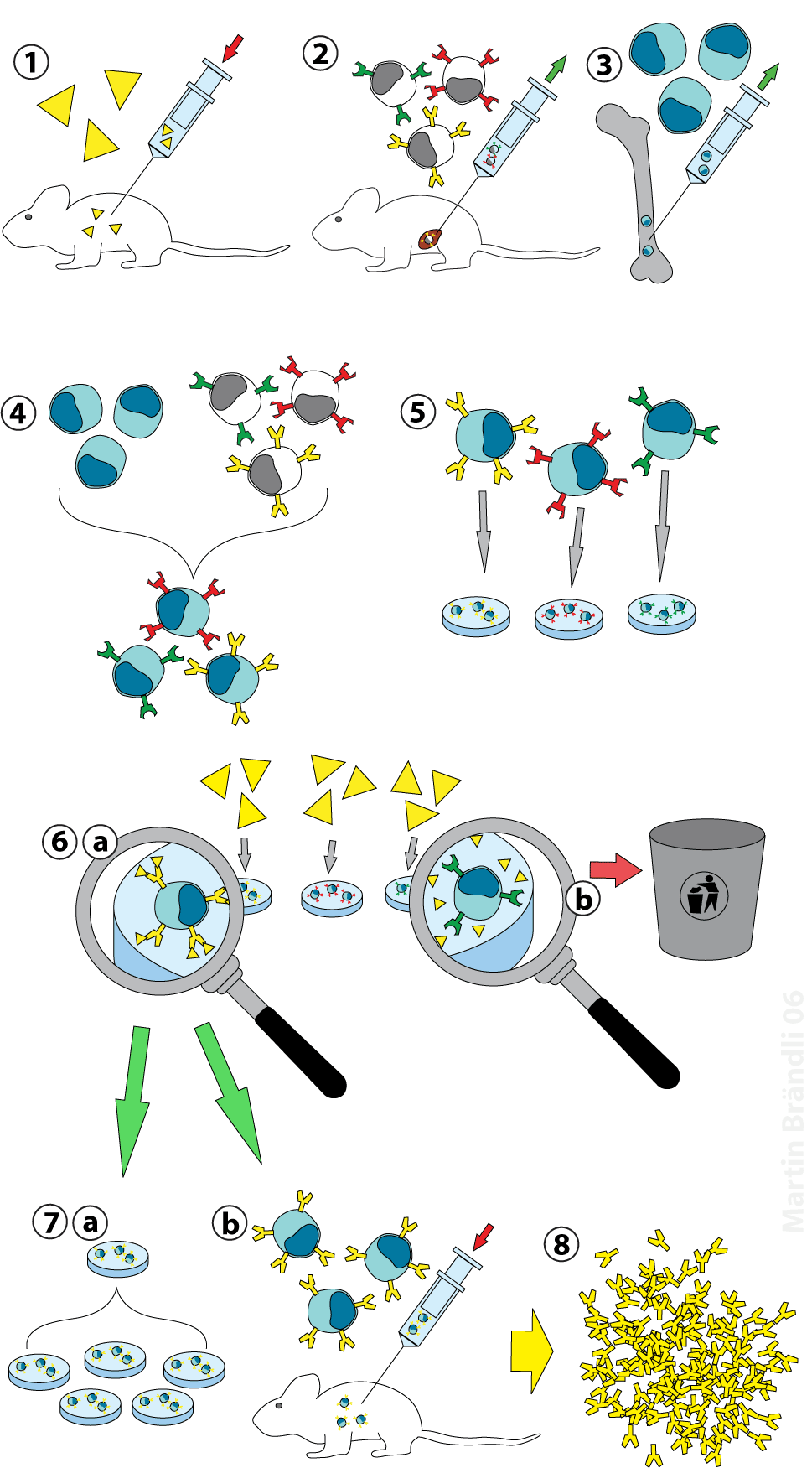
Výroba monoklonálních protilátek pomocí hybridomové technologie

Rozsáhlý výzkum se provádí na všech polích působnosti onkologie, počínaje biologií rakovinné buňky přes chemoterapeutický režim, vhodnou paliativní péči a mírnění bolesti. Díky tomu se obor onkologie neustále vyvíjí.
Klinické zkoušky často podstupují pacienti mnoha různých nemocnic z jednoho kraje. Ve Velké Británii tyto testy organizují centra pro výzkum rakoviny: Cancer Research UK (CRUK), Medical Research Council (MRC), Evropská organizace pro výzkum a léčbu rakoviny (EORTC) nebo National Cancer Research Network (NCRN)